# Marla Blumenblatt

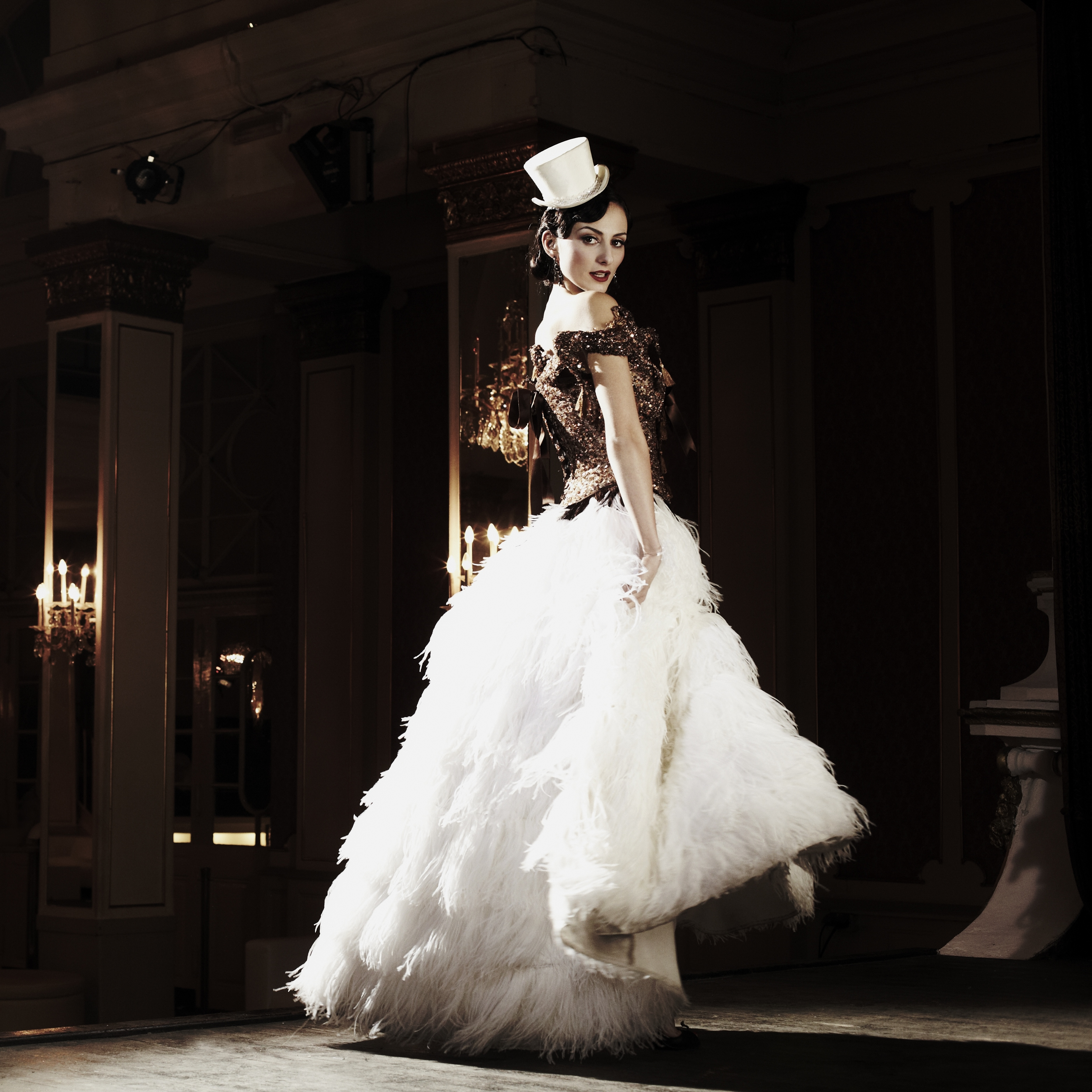
Marla Blumenblatt (2017)

Marla Blumenblatt (* 1985 in Wien als Anita Savija) ist eine österreichische Sängerin sowie ehemalige Ballett- und Varieté-Tänzerin.

## Leben und Wirken

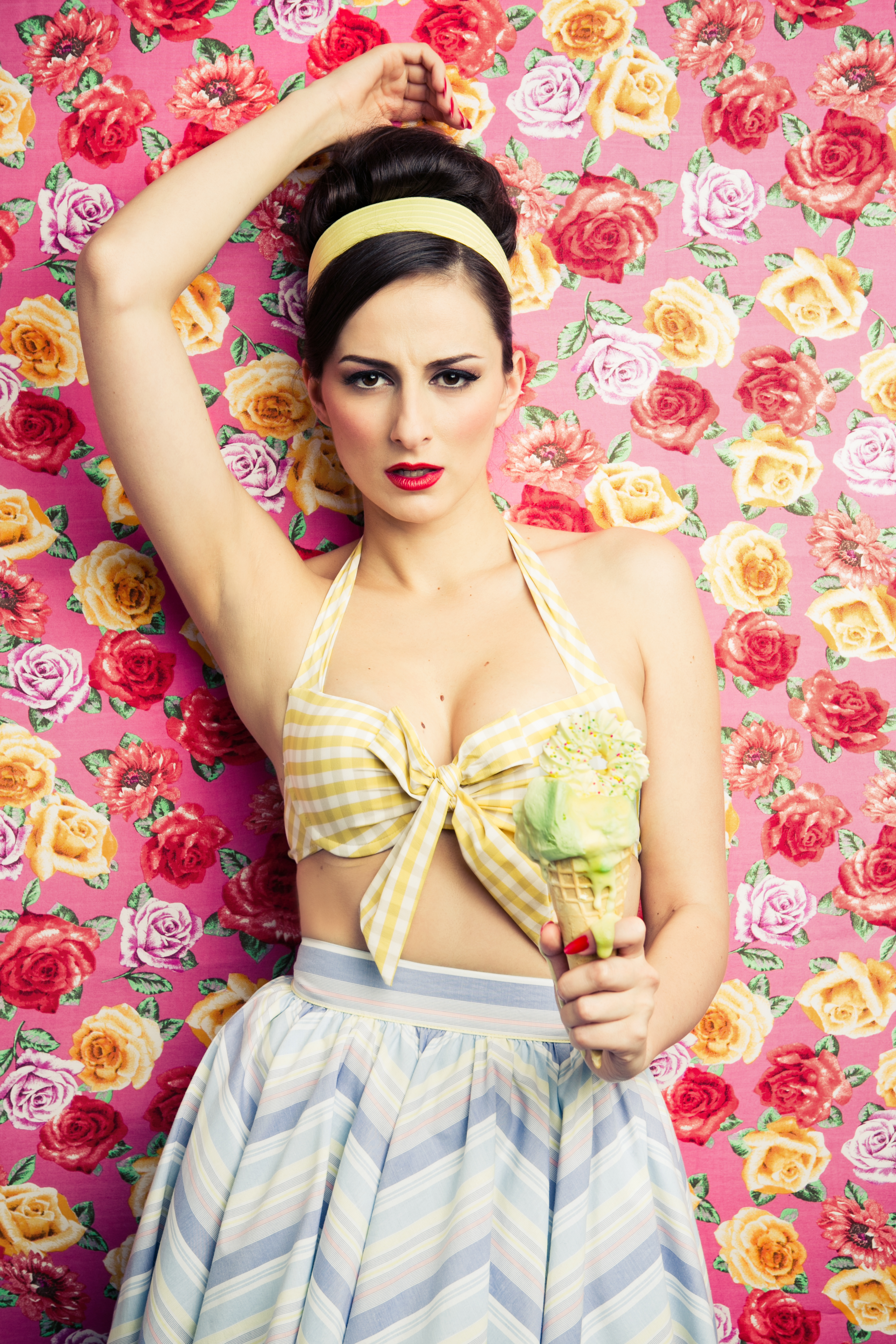
Marla Blumenblatt (2013)

Anita Savija wurde 1985 als Tochter mazedonischer und bosnischer Gastarbeiter in Wien geboren. Nachdem ihr älterer Bruder aufgrund seiner Erfolge als Balletttänzer vom Cirque du Soleil engiert worden war, begann auch Savija im Alter von zwölf Jahren Ballettstunden zu nehmen. Sie wechselte schließlich an das Wiener Konservatorium, um eine neunjährige Ausbildung zur klassischen Balletttänzerin zu absolvieren. Durch ein Stipendium hielt sie sich zwischenzeitlich am New Yorker Broadway auf, um im Studio Steps on Broadway ihre Ausbildung fortzusetzen. Aufgrund der strikten Rollenvorstellung des klassischen Bühnentanzes nahm sie vom Ballett abstand und zog in die französische Hauptstadt Paris. Dort stellte sie das bekannte Varietétheater Crazy Horse ein. Da die Tänzerinnen des Kabaretts traditionell unter einem Pseudonym auftreten und Savija nach Ansicht des Personals eine „zierliche und zerbrechliche“ Gestalt aufwies, erhielt sie den Künstlernamen Marla Blumenblatt. Bis 2008 trat sie unter anderem an der Seite von Dita Von Teese in Paris auf, bevor sie in die Las Vegas Niederlassung des Crazy Horse wechselte. Ein zwischenzeitiges Angebot des Cirque du Soleil lehnte Blumenblatt ab. Stattdessen unterschrieb sie für zwei weitere Jahre im Pariser Theater.
2011 beendete Marla Blumenblatt ihre Karriere als Tänzerin, um sich der Musik zu widmen. Ende des Jahres zog sie nach Berlin, wo sie unter anderem mit 15 Streichern und Bläsern an ihrem Debütalbum arbeitete. Im September 2013 erschien dieses unter dem Titel Immer die Boys über das Label Four Music. Nachdem der als Tour-DJ des Rappers Cro bekannte Musiker Psaiko.Dino auf Blumenblatt aufmerksam geworden war, erstellte er eine Reihe von Remixen zu den Liedern der Sängerin. Im Sommer 2014 wurden diese gebündelt als EP Wie Wär’s? über Chimperator Department veröffentlicht. Anfang Februar 2015 unterschrieb die Sängerin einen Künstlervertrag bei AdP Records. Dort erschien Mitte April die EP Sag einfach ja, auf der die Rapper Eko Fresh und Olexesh als Gastmusiker vertreten sind. Ab Herbst 2015 betätigte sie sich für einige Zeit unter dem Namen Marlita als Youtuberin. Unter dem Namen Marla Pétale veröffentlichte sie im Oktober 2017 über Department Musik das Album Poison Arrows, das sie einige Jahre zuvor in Mazedonien aufgenommen hatte.

## Stil
Marla Blumenblatt wurde durch Musiker wie Caterina Valente, Diana Krall, Frank und Nancy Sinatra, Connie Francis und John Barry inspiriert. Doch auch modernere Hip-Hop- und R’n’B-Künstler wie Salt ’n’ Pepa, Wu-Tang Clan, Cypress Hill und Whitney Houston nahmen Einfluss auf ihren Stil. Sie bezeichnet sich selbst als „Nostalgikerin“, deren Vorliebe für „Fifties-Sixties-Mucke“ sich auch in ihrem Interieur und Kleidungsstil spiegelt. Ihr Debütalbum Immer die Boys bewegt sich musikalisch zwischen Rockabilly und Chansons der 1950er und 60er Jahre. Bei der Produktion legte sie nach eigenen Angaben Wert darauf, keine „Konservenmusik“ aufzunehmen und verzichtete folgerichtig auf Samples. Die Berliner Morgenpost bezeichnete ihre erste Veröffentlichung als „Sound kurz vor der sexuellen Revolution“. Ergänzend dazu handele es sich bei den Texten gewissermaßen um „in Worte übertragenes Burlesque.“ Mit der EP Sag einfach ja bediente sich Blumenblatt dagegen moderneren Produktionen. Auf dem zweiten Album Poison Arrows singt sie erstmals auf Englisch. Stilistisch bedient sie sich dabei an Jazz und Swing der 1920er Jahre.

## Diskographie
Alben
| Veröffentlichung | Titel          | Label            | Kommentar              | Cover |
| ---------------- | -------------- | ---------------- | ---------------------- | ----- |
| 6. Sep. 2013     | Immer Die Boys | Four Music       | Album                  |       |
| 25. Juli 2014    | Wie wär’s?     | Department Musik | EP mit Psaiko.Dino     |       |
| 10. Apr. 2015    | Sag einfach ja | AdP Records      | EP                     |       |
| 20. Okt. 2017    | Poison Arrows  | Department Musik | Album als Marla Pétale |       |

Singles
| Veröffentlichung | Titel             | Label            | Album          | Cover |
| ---------------- | ----------------- | ---------------- | -------------- | ----- |
| 12. Juni 2015    | Sag einfach ja    | AdP Records      | Sag einfach ja |       |
| 22. Sep. 2017    | Turkish Coffee    | Department Musik | Poison Arrows  |       |
| 20. Okt. 2017    | Opium and Bondage | Department Musik | Poison Arrows  |       |